# Pilar-Morin
Pilar de Baradat o Pilar Anees Shibley de Matta, más conocida artísticamente como Madame Pilar-Morin, (Barcelona, 1 de marzo de 1865-Manhattan, 28 de abril de 1945) fue una actriz hispano-francesa de teatro, vodevil y cine mudo.

## Trayectoria
Hija de Camella y Adondio de Baradat. Vivió su infancia en Barcelona, tuvo una educación católica, un breve matrimonio temprano con un conde francés y se formó como actriz y cantante en el Conservatorio de París.
Fue una artista teatral especializada en teatro mudo y mimo, trabajó en espectáculos como L'Enfant Prodigue, In Old Japan, A Paris Model, Rachel y Orange Blossoms. Apareció en Madame Butterfly de David Belasco en Londres y en el vodevil de Estados Unidos. Su rostro expresivo y su vocabulario gestual se consideraban muy adecuados para el cine mudo.
Las películas de la Edison Company en las que apareció como actriz, incluyen: Comedia y tragedia (1909), Un melocotonero japonés (1910), El fabricante de cigarrillos de Sevilla (1910, una versión corta y muda de la ópera Carmen), Carminella (1910), La pieza de encaje (1910), De la tiranía a la libertad (1910), La clave de la vida (1910) y El amor más grande (1910).
Tras su carrera cinematográfica, volvió a realizar actuaciones en directo, y tuvo un estudio de actuación en Nueva York. Inventó el método, Clavijero con alas onduladas y notas clave, para entrenar a cantantes y oradores en el control de la respiración. Escribió y presentó un drama corto sobre la Revolución Francesa, titulado La Cordette (1913). También escribió y dio conferencias sobre teatro, control de la respiración y expresión física, así en 1919 se presentó frente a la Sociedad de Educación Física en Nueva York. Entrenó a la cantante de ópera estadounidense Josephine Lucchese en sus métodos físicos.
En 1896, Elizabeth Bartlett Grannis, de la Liga Cristiana Nacional para la Promoción de la Pureza, acusó al director de teatro, JB Doris, de "presentar una pantomima inapropiada", específicamente Orange Blossoms de Pilar-Morin. Grannis explicó que las muecas y los gestos de Pilar-Morin en una escena en la que se desnudaba eran sugerentes y desmoralizantes. Compareció ante un magistrado de Nueva York para defender su espectáculo. El caso llegó a la Corte Suprema del Estado de Nueva York en 1897. Años más tarde, su espectáculo Mi prima (Ma Cousine), de 1899, también fue condenado por lascivo y obsceno.
Pilar-Morin rara vez dio detalles de su vida personal en entrevistas o conferencias. Se casó en 1891 con el pianista y compositor francés Aimé Lachaume (1871-1944); que actuó con ella en Boston en 1893. En una audiencia de 1896 sobre Orange Blossoms, testificó que estaba casada y tenía un hijo. Se divorció de Lachaume en 1908. Se la describió como casada con el Príncipe de Matta de Egipto en 1925, cuando su terrier, Lalith, despertó a la pareja y a sus vecinos para alertarlos de un incendio en su edificio de apartamentos de Nueva York. Todavía estaba casada con A. Shibley de Matta en 1935.
Murió a la edad de 80 años, en 1945, a causa de las heridas sufridas al caer desde su apartamento del cuarto piso Manhattan. Su nombre fue registrado como Pilar Anees Shibley de Matta.  